# Rabe (Lesko)
Pour les articles homonymes, voir Rabe.
Rabe est une localité polonaise de la gmina de Baligród, située dans le powiat de Lesko en voïvodie des Basses-Carpates.